# Torre Ejecutiva JV I
La Torre Ejecutiva JV I es un edificio, propiedad de Julián Ventosa, ubicado en Vía Atlixcáyotl #5208, Colonia San Martinito en municipio de San Andrés Cholula, en la Zona Metropolitana de Puebla. Se empezó a construir en 2002 y su construcción finalizó en el 2005, fue la torre más alta de Puebla hasta finales del 2008 que finalizó la construcción de Torre Ejecutiva JV III.

## La Forma
- Su altura es de 100 metros y tiene 25 pisos.

- Su uso es exclusivamente para oficinas.

- Cuenta con 6 (ascensores) de alta velocidad, que se mueven a una velocidad de 6.3 metros por segundo.

## Detalles Importantes
- Tiene su Torre gemela llamada Torre Ejecutiva JV II

- Cuenta con 30 amortiguadores sísmicos a lo largo de toda su estructura.

- El área total del rascacielos es de 21,000 m².

- Es de los primeros edificios inteligente en Puebla, ya que cuenta con un sistema llamado B3 que controla la luz de los edificios.

- La altura de cada piso a techo es de 3.80 m.

- Los materiales de construcción que se están usando en este edificio son: concreto armado, aluminio, acero y vidrio en la mayor parte de la estructura.

- Está ubicado en la nueva zona de edificios altos del Periférico de Puebla, muy cerca de Torre JV III, que es actualmente la más alta de Puebla.

## Datos clave
- Altura- 100 metros.
- Espacio de oficinas - 21,000 metros cuadrados.
- Pisos- 5 niveles subterráneos de estacionamiento y 25 pisos.
- Condición: 	En uso
- Rango: 	
  - En Puebla: 5.º lugar